# Ryan O'Donnell
Ryan O'Donnell (Halifax, 20 novembre 1982) è un cantante e attore inglese.

## Biografia
Ryan O'Donnell nacque nel novembre 1982 a Halifax, Yorkshire, ma crebbe in Germania. Dopo aver conseguito la laurea in Animazione presso il Surrey Art Institute si unì alla metal band 2 degree field come cantante e chitarrista. La band si sciolse quando tutti i membri terminarono l'università. Andò quindi a studiare recitazione presso il Royal Welsh College of Music and Drama, dove incontrò il suo mentore, il direttore d'orchestra John O'Hara.
Dopo l'università Ryan iniziò la carriera di attore, lavorando brevemente in teatro e nel circo, fino a quando non si ruppe una gamba nel 2006, impedendogli di lavorare per 9 mesi. Dopo un recupero completo Ryan entrò nella Royal Shakespeare Company, partecipando alla produzione di Romeo e Giulietta e, successivamente, ottenne il ruolo di Jimmy nella produzione teatrale del musical di Quadrophenia, la famosa rock opera dei The Who. In quell'occasione tornò ad incontrare John O'Hara, che aveva organizzato l'arrangiamento musicale di Quadrophenia. Collaborò successivamente con Cat Stevens (ora chiamato Yusef) duettando con il cantante inglese nel brano Matthew and Son.
Nel 2012 partecipò alla realizzazione dell'album di Ian Anderson Thick as a Brick 2, sequel dello storico album dei Jethro Tull Thick as a Brick (1972) e nel 2014 fu nuovamente presente nel sesto disco solista di Anderson Homo Erraticus.

## Discografia
- Thick as a Brick 2 (2012)
- Homo Erraticus (2014)
- Thick as a Brick - Live in Iceland (2014)